# Pintor de Héctor

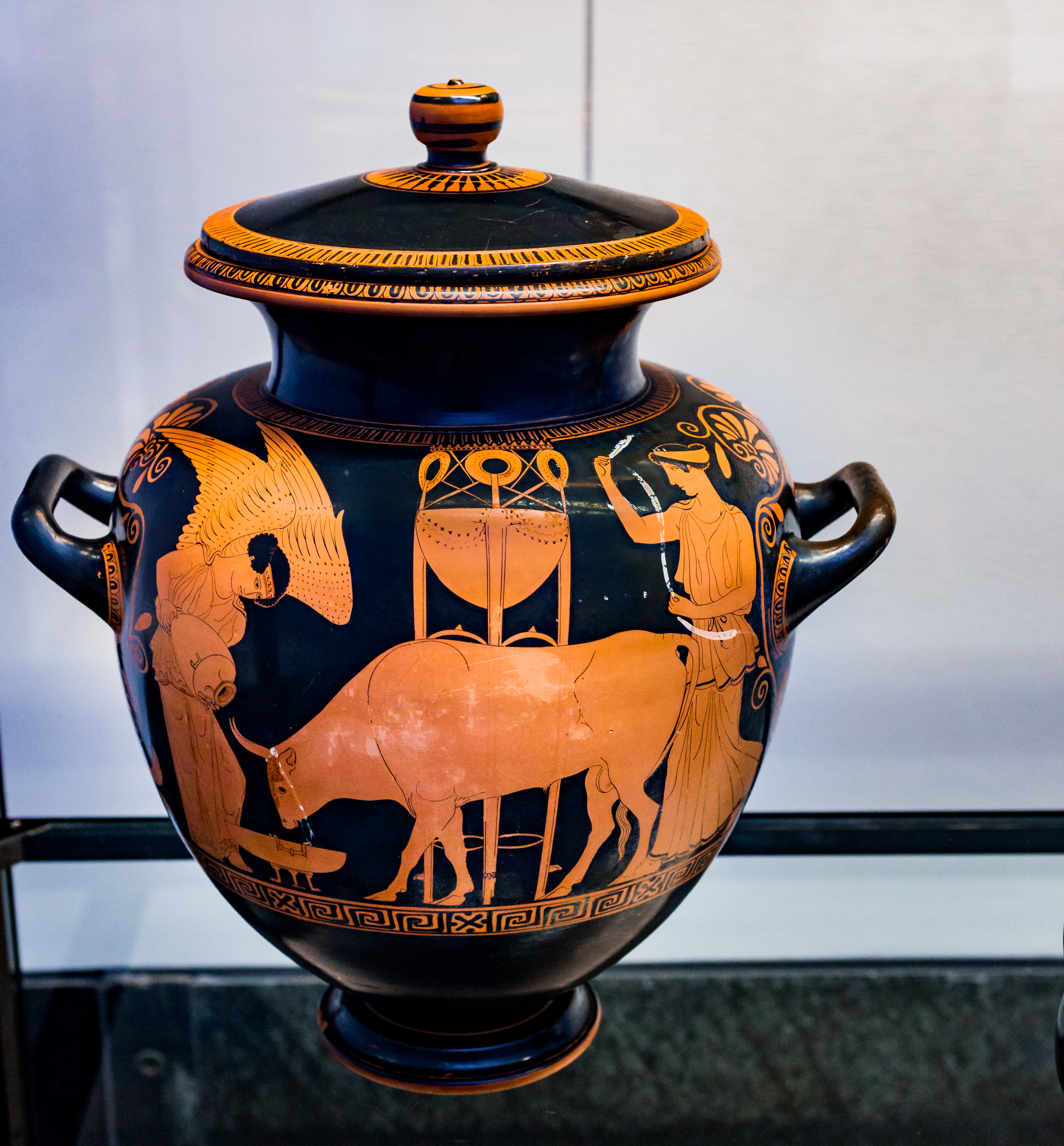
Estamno de figuras rojas del Pintor de Héctor, que representa a Nike vertiendo agua de una hidria en un gran cuenco del que bebe un toro decorado para el sacrificio, c. 440-430 a. C., Staatliche Antikensammlungen 2412, Múnich.

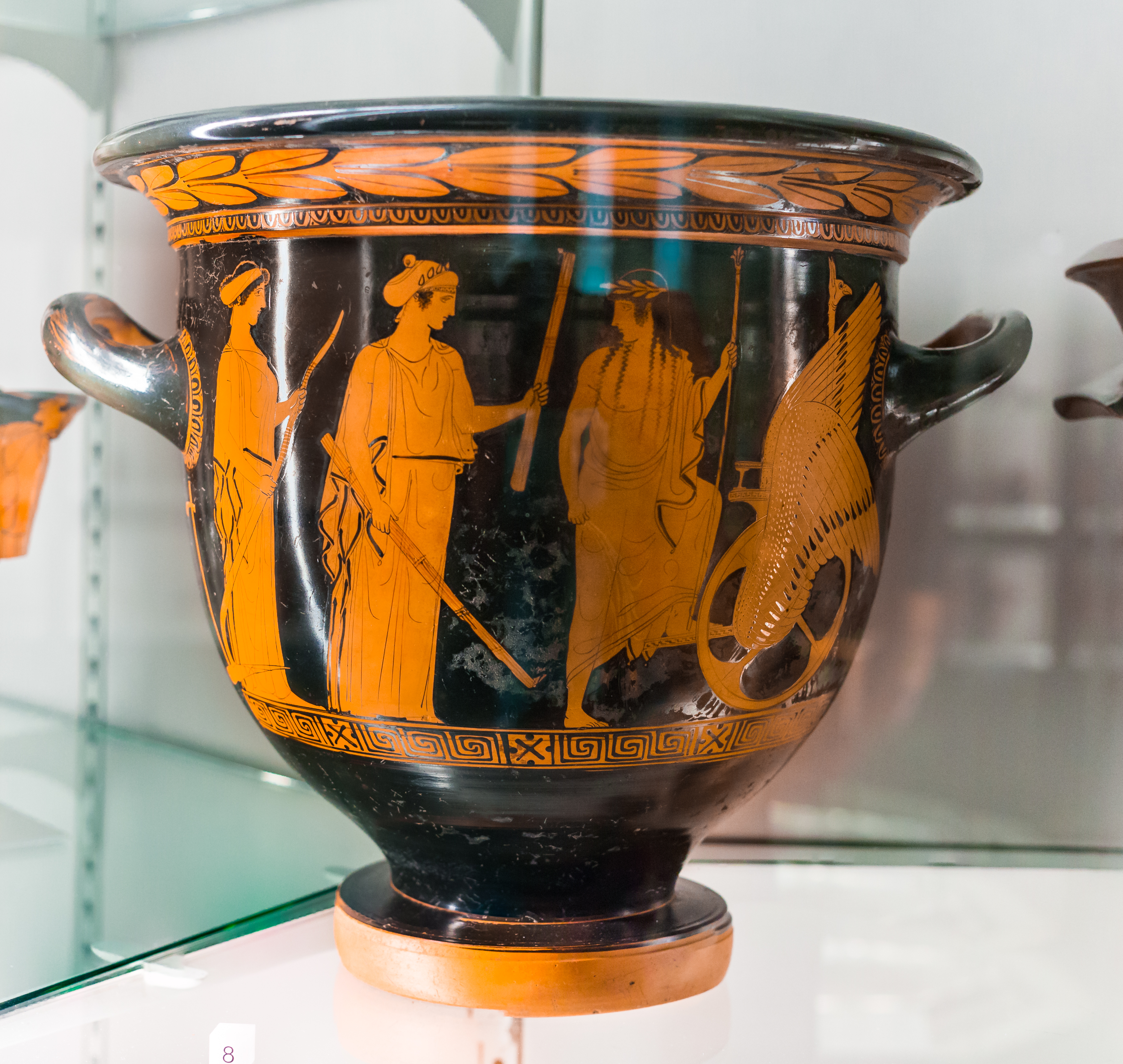
Deméter, Perséfone con dos antorchas, Triptólemo subiendo a un carro alado; inscripciones: ΚΑΛΗ, ΚΑΛΟΣ. Cabinet des Médailles.

Pintor de Héctor es el nombre convenido de un pintor ático de vasos de figuras rojas, activo alrededor en el tercer cuarto del siglo V a. C.
Pertenece al grupo de pintores de vasos de  Polignoto que trabajaron entre el 45 y el 420 a. C. (tiene un estilo similar al del Pintor de Peleo. El historiador de arte británico John Beazley derivó el nombre del artista de su pintura de figuras rojas de Héctor, que decora un ánfora de cuello que se encuentra en los Museos Vaticanos (Museo Gregoriano Etrusco, 16570): Se le atribuyen aproximadamente quince vasos, todos de grandes dimensiones y con figuras grandes y elaboradas (del grupo de Polignoto, estilísticamente más cercano a su maestro), con dos escenas básicas que se repiten con frecuencia, a saber, la tríada eleusina (Deméter, su hija Perséfone y la diosa Hécate) y una despedida a un guerrero.
Su ánfora vaticana presenta una impactante figura frontal del rey troyano Príamo, transformando una escena, por lo demás genérica, de un guerrero que abandona a sus padres en un drama emotivo. Príamo, con el pelo blanco rizado y una espesa barba blanca, se encuentra separado de su hijo Héctor y su esposa Hécuba, de cara al espectador, con la mano sobre el rostro en un gesto de duelo, los ojos muy abiertos y la boca ligeramente entreabierta, mostrando los dientes, presagiando el destino de su hijo. Esta representación es excepcional: la partida de Héctor solía representarse simplemente poniéndose la armadura en presencia de sus padres, como en el ánfora de Eutímides en Múnich (Staatliche Antikensammlungen 230). Las figuras del vasos están realizdas con inscripciones grabadas; el guerrero armado no solo se identifica como Héctor, sino también como KALOS HEKTOR, «el hermoso Héctor». La inscripción que celebra la aparición de Héctor sitúa a este ánfora entre muchos otros vasos con las llamadas inscripciones kalós, que se atestiguan por primera vez en vasos de la tercera década del siglo VI a. C.